# El mundo en sus manos
El mundo en sus manos (The World in His Arms) es una película estadounidense de 1952 del género de aventuras, en este caso marítimas.
La película, con guion de Borden Chase basado en la novela homónima de 1946 escrita por Rex Beach, fue dirigida por Raoul Walsh para Universal Studios. La música es de Frank Skinner; y la fotografía, de Russell Metty. El elenco principal está compuesto por Gregory Peck, Ann Blyth y Anthony Quinn, con John McIntire, Carl Esmond, Andrea King, Eugenie Leontovich, Hans Conried y Sig Ruman.

## Argumento
La acción transcurre en 1850, y sigue las aventuras del capitán Jonathan Clark (Gregory Peck), llamado "el hombre de Boston". El capitán Clark es un audaz e intrépido cazador de focas del puerto de San Francisco, y dueño de una goleta llamada La peregrina, de Salem, que esquiva a los rusos para adentrarse en Alaska. Este lobo de mar tiene la osadía de planear comprar Alaska a los rusos, y para ello hace un trato con los banqueros de San Francisco. Sin embargo, esos planes se verán alterados por la aparición en su vida de la condesa rusa Marina Selanova (Ann Blyth), de la que se enamora creyéndola una simple dama de compañía.